# Die Henne mit den goldnen Eiern

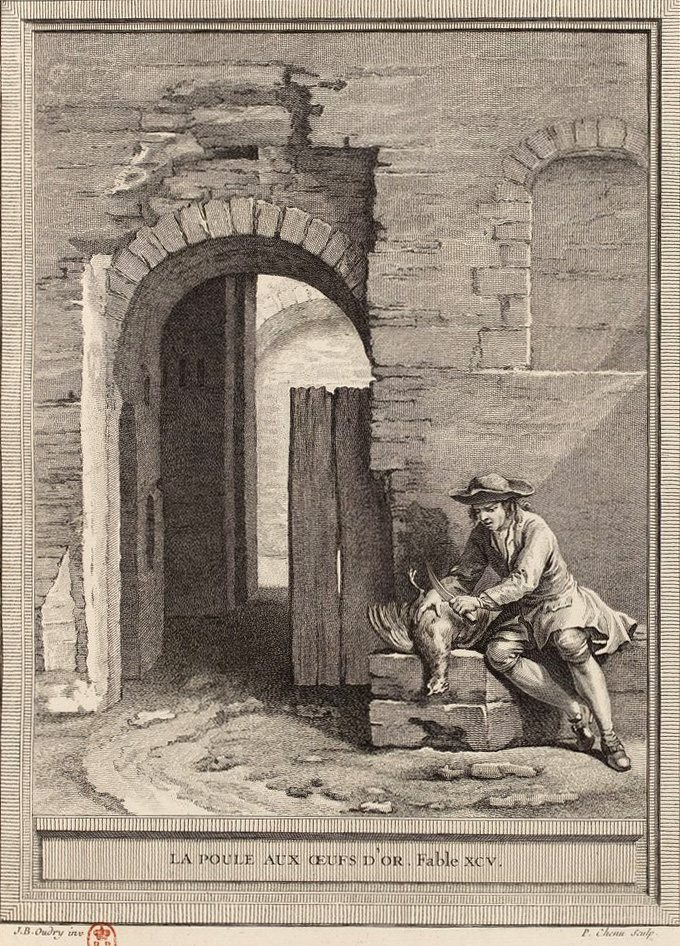
La poule aux oeufs d'or - Jean-Baptiste Oudry

Die Henne mit den goldnen Eiern (französisch: La Poule aux œufs d'or) ist die 13. Fabel im fünften Buch der Fabelsammlung des französischen Dichters Jean de La Fontaine, die er 1668 zum ersten Mal veröffentlichte. Es ist die Geschichte eines Mannes, der eine Henne hat, die goldene Eier legt. Da er glaubt, sie hätte einen Tresor in ihrem Inneren, tötet er die Henne, um an den Schatz zu kommen, stellt dann aber fest, dass sie nur ein gewöhnliches Huhn war. Der Glaube des Mannes hat dem Huhn den Tod gebracht, die Moral lautet: Manchmal ist es keine so gute Idee, alles zu ergründen.
La Fontaine hat das Thema aus Äsops Gallina auripara übernommen, er erweiterte noch den Begriff L'Avarice (der Habgierige) um chices (knauserig). Äsops Moral lautete in Latein: Fabula significat, oportere contentum esse praesentibus, & fugere inexplebilitatem (deutsch: Die Fabel zeigt, dass es notwendig ist, sich mit den vorhandenen Dingen zufrieden zu geben und allen unerklärlichen Dingen auszuweichen).
Mit dieser Fabel hatte Jean de La Fontaine vermutlich Kritik an der Politik des Finanzministers Jean-Baptiste Colbert geübt, der alle Ressourcen in koloniale Unternehmen steckte.
Das Zitat "L'avarice perd tout en voulant tout gagner" aus La Fontaines Fabel La Poule aux œufs d'or wurde zu einem französischen Sprichwort. Es spielt auf einen Habgierigen an, der mit seinem Versuch, alles sofort und auf einmal zu bekommen, alles verliert.